# Microneta flaveola
Microneta flaveola är en spindelart som beskrevs av Banks 1892. Microneta flaveola ingår i släktet Microneta och familjen täckvävarspindlar. Inga underarter finns listade i Catalogue of Life.